# Ken Griffey Jr.
George Kenneth "Ken" Griffey Jr, född den 21 november 1969 i Donora i Pennsylvania, är en amerikansk före detta professionell basebollspelare som spelade 22 säsonger i Major League Baseball (MLB) 1989–2010. Griffey var centerfielder.
"Junior" kommer av att han är son till Ken Griffey Sr, som även han var en framgångsrik basebollspelare.
Griffey gjorde sin MLB-debut för Seattle Mariners 1989 och spelade där fram till 2000, då han gick till Cincinnati Reds i en mycket uppmärksammad bytesaffär. I slutet av 2008 års säsong gick han till Chicago White Sox, men redan året efter återvände han till Seattle Mariners.
Griffey representerade USA vid World Baseball Classic 2006. Han spelade sex matcher och hade ett slaggenomsnitt på 0,524, tre homeruns och tio RBI:s (inslagna poäng). Han togs ut till turneringens all star-lag.
I juni 2010 tillkännagav Griffey att han avslutade sin karriär.
Sin storhetstid hade Griffey i Mariners under 1990-talet, då han länge ansågs vara världens bästa basebollspelare. 1997 blev han utsedd till American Leagues mest värdefulla spelare (MVP). Han utsågs till 13 all star-matcher, vann tio raka Gold Glove Awards och sju Silver Slugger Awards. Han slog 630 homeruns under karriären, vilket är sjunde flest genom tiderna i MLB. 2013 valdes han in i Seattle Mariners Hall of Fame som medlem nummer sju, och senare samma år valdes han även in i Cincinnati Reds Hall of Fame.
2016, första året som det gick att rösta på honom, valdes Griffey in i National Baseball Hall of Fame med 99,3 % av rösterna, vilket var nytt rekord (rekordet slogs 2019 av Mariano Rivera, som valdes in med 100 % av rösterna). Senare samma år pensionerade Seattle Mariners hans tröjnummer 24. Det var det första tröjnumret som klubben pensionerade (förutom nummer 42 som hela MLB pensionerade 1997 för att hedra Jackie Robinson). Året efter avtäckte Mariners en staty över Griffey utanför hemmaarenan Safeco Field.
Griffey blev i november 2020 delägare i fotbollsklubben Seattle Sounders tillsammans med sin fru. I oktober 2021 köpte han även in sig i Seattle Mariners.